# Saison WNBA 2015
Navigation
Saison 2014 Saison 2016
La saison WNBA 2015 est la 19e saison de la Women's National Basketball Association (WNBA). La saison régulière commence le 5 juin 2015 et les séries éliminatoires se sont terminées le 14 octobre. Le Mercury de Phoenix sont championne en titre.
Le Lynx du Minnesota a battu le Fever de l'Indiana 69–52 dans le cinquième match des finales le 14 octobre pour décrocher un troisième titre WNBA en cinq ans.

## Avant saison
L'intersaison est marquée par la polémique autour du possible rachat du Liberty de New York par Isaiah Thomas et les pour violences conjugales réciproques de Brittney Griner et Glory Johnson. La fermeté de la présidente de la WNBA Laurel Richie, qui aboutit à l'abandon des projets de Thomas et les lourdes sanctions (double suspension pour sept matches)contre Griner et Johnson, est saluée. La WNBA profite de l'intérêt grandissant pour le sport féminin aux États-Unis (26,7 millions de téléspectateurs pour la victoire de l'équipe féminine de soccer en Coupe du monde) et fait état d'affluences en hausse de 4,4 %, soit la troisième année consécutive de hausse, portée par l'émergence continue de stars comme Elena Delle Donne et des valeurs sûres comme Tamika Catchings. Le débat sur la survie de la ligue s'est dissipé car elle dispose d'une convention collective valable jusqu'en 2021 et un contrat de diffusion télévisée jusque 2025. La présidente fait également état de nouveaux partenariats avec des marques établies (Nike, Pepsi, Kaiser Permanente et Harmon Kardon pour la ligue et des sponsors maillot pour 8 des 12 franchises) et annonce que l'ouverture de la saison sur ESPN2 a vu son audience croître de 31 % sur l'année précédente, alors que celles des Finales WNBA 2014 était en progression de 91 %.
Plusieurs stars manquent à l'appel : la championne sortante avec le Mercury Diana Taurasi fait l'impasse sur la saison 2015 à la demande de son club russe et son équipière Candace Parker sur la première moitié de celle-ci, son équipe des Sparks étant alors dernière avec 3 victoires en 16 rencontres. Enfin, une autre All-Star Sylvia Fowles mécontente de ne pas être transférée peut se permettre de ne perdre que 20 % de ses revenus, l'essentiel de ceux-ci venant, comme pour Maya Moore ou Brittney Griner des confortables salaires reçus en Chine alors que le salaire maximal en WNBA est de 110 000 dollars et de 50 000 pour les premiers contrats de trois ans. Pour Seimone Augustus, « Nous avons toutes eu ce genre de proposition, et il a juste fallu quelqu'un avec des tripes et des couilles pour le faire. Diana est évidemment cette joueuse. » Laurel Richie se veut compréhensive devant des joueuses qui jouent presque toute l'année : « J'ai beaucoup de respect pour leur implication, leur discipline et le talent nécessaire pour être une joueuse d'élite et être compétitives comme nos athlètes le sont, tout particulièrement Diana et Candace. Donc, quand j'ai appris leurs décisions toutes deux, je les ai pleinement soutenues. Nous avons eu des joueuses qui ont manqué des saisons pour plein de raisons, que ce soient des blessures, des grossesses, et la ligue continue d'être apprécié de nos fans et de bien travailler avec nos partenaires. » Laurel Richie rappelle cependant qu'à l'opposé Skylar Diggins, Elena Delle Donne, Tamika Catchings et Sue Bird ont choisi de ne pas jouer à l'étranger pour se concentrer sur leur saison WNBA. Ancienne joueuse et commentatrice pour la télévision, Rebecca Lobo explique : « Je ne crois pas que nous sommes dans la situation où les propriétaires sont assis derrière leur bureau à fumer des cigares et comptent l'argent qu'ils se font avec les athlètes de WNBA ». Candidate au titre de MVP, Elena Delle Donne explique ne pas avoir encore joué à l'étranger d'abord pour des raisons familiales et de santé, mais admet que sa valeur sur le marché est due à la WNBA et son exposition. Mais au moins les basketteuses sont elles sûres que leur ligue sera toujours là l'année prochaine, ce qui reste rare dans le sport collectif féminin. Selon la WNBA, si les Sparks ont dû être repris par de nouveaux propriétaires à l'intersaison, cinq franchises ont maintenant des comptes excédentaires.
À l'approche de son 20e anniversaire, la WNBA annonce vouloir former un comité pour explorer la création de nouvelles franchises (soit une par division, soit même une seule dans un premier temps) alors que l'année olympique à venir, si elle stoppera un mois la saison WNBA 2016, donnera une grande visibilité au basket-ball féminin.
Enfin, début août, la WNBA et ses partenaires s'engagent dans une série d'initiatives autour de la prévention, du dépistage et de soutien financier autour du cancer du sein, incluant plusieurs rencontres au cours duquel des équipes WNBA jouent en équipements roses.

### Nouvelles règles
Le règlement de la WNBA, légèrement différente des règles FIBA, reçoit quelques ajustements, notamment pour autoriser les arbitres à utiliser la vidéo (sortiedes limites du terrain, violations des aires réservées, shot clock, gravité des fautes personnelles) durant les deux dernières minutes de chaque période et pendant la dernière minute de chaque prolongation.
2015 est la dernière année d’application des amendes pour les joueuses disputant les compétitions internationales à l'étranger. Les amendes se montent l'an passé à 1% à 2,5% par rencontre manquée, ce taux maximal étant par exemple appliqué à Aneika Henry pendant son absence pour disputer une compétition de 3 contre 3 en Azerbaïdjan.

## Transactions

### Draft
La draft WNBA 2015 se tient le 16 avril 2015 à Bristol dans le Connecticut, Jewell Loyd étant la première choisie.

### Joueuses non-américaines
Sept joueuses européennes (hors naturalisées) de cinq nationalités différentes prennent part à la compétition : Ana Dabović, Marta Xargay, Amanda Zahui B., Emma Meesseman, Anna Cruz, Inga Orekhova, Farhiya Abdi. Elles sont rejointes fin juillet par la Française Valériane Ayayi.

## Déroulement de la saison

### Saison régulière
Le Lynx est leader à mi-saison régulière avec 12 victoires et 4 défaites avec une Maya Moore toujours plus complète. Seules Elena Delle Donne, Brittney Griner et, jusqu'à sa blessure, Skylar Diggins étaient à un niveau équivalent. Côtés statistiques, Elena Delle Donne (24,5) devance Maya Moore (20,7) et Angel McCoughtry (20,5), alors qu'au rebond le trio de tête est formé de Courtney Paris (10,0), Nneka Ogwumike (9,9) et Elena Delle Donne (9,8).

Le retour des anciennes stars universitaires Candace Parker (3) et Sylvia Fowles (34) est l'événement de la seconde partie de saison.

À mi-saison, la conférence Ouest se divise entre trois équipes fortes (Lynx, Mercury, Shock) et trois équipes au bilan nettement négatif (Stars, Storm et Sparks) en lutte pour le dernier qualificatif pour les play-offs. Les Sparks comptent sur le retour de Candace Parker fin juillet pour atteindre cet objectif. La compétition est plus dense dans la conférence Est. Le Liberty effectue son meilleur début de saison depuis son bilan de 16 victoires et 5 défaites en 2001 mais Chicago compte sur la favorite pour l'élection de MVP Elena Delle Donne pour reprendre la tête de la conférence, alors que le Sun du Connecticut a su s'imposer juste avant le All-Star Game sur le parquet du Lynx pour renouer avec son début de saison et briser une série de six défaites consécutives.
Avec le meilleur bilan (12 victoires - 4 défaites) et la troisième attaque de la ligue (77,0 points par rencontre), le Lynx doit cependant faire face aux blessures récentes de titulaires comme Lindsay Whalen et Seimone Augustus qui ont dû renoncer à disputer le All-Star Game. L'équipe est modifiée en juillet par l'arrivée de Renee Montgomery qui a été échangée avec Amber Harris et surtout du pivot dominant qu'est Sylvia Fowles venue du Sky en échange notamment de Damiris Dantas.  Autour d'une Maya Moore toujours performante, l'intégration de ces nouvelles recrues sera la clé de la fin de saison du Lynx. Toutefois, le Lynx éprouve quelques difficultés à intégrer quatre nouvelles joueuses tout en se passant de Seimone Augustus, ce qui se traduit notamment par une adresse en nette baisse, de 48,1 % l'an passé à 41,9%, pour Maya Mooreà la fin août. Le Lynx affiche le meilleur bilan de la conférence ouest avec 22 victoires pour 12 défaites, à une seule unité de celui du Liberty à l'Est, malgré 18 matche manqués par Seimone Augustus. Sylvia Fowles est une joueuse dominante au centre et avec la meilleure adresse en carrière de la ligue (57,7 %) mais possède cependant un jeu néanmoins très différent de ses prédécesseurs dans le Minnesota ainsi que l'analyse Bill Laimbeer : « Janel McCarville convient mieux à leur jeu que Fowles. McCarville est un pivot poste haut et bonne passeuse, qui sait plus s'éloigner du panier pour permettre à Maya Moore et Seimone Augustus de l'attaquer. Fowles ne joue pas comme cela. Elle prend beaucoup d'espace dans la raquette. Et donc il n'y a plus ces percées en ligne de fond que pratiquait cette équipe ».
Juste derrière, le Mercury se reprend depuis le retour de suspension de Brittney Griner (3 victoires-défaites sans elle, 17,4 points et 7,9 rebonds) et a réussi début juillet une série de six victoires consécutives, mais l'équipe a un bilan négatif à l'extérieur et a perdu ses deux rencontres face à des équipes de la conférence Est. Sélectionnées au WNBA All-Star Game 2005 DeWanna Bonner et Candice Dupree ont compensé l'apport de points habituellement amené par Diana Taurasi. En son absence et celle de l'Australienne Penny Taylor a recruté les joueuses confirmées : Leilani Mitchell et Monique Currie. Le Mercury la plus faible moyenne de balles perdues avec 12,07 par rencontre.
Après son meilleur début de saison depuis son arrivée à Tulsa, le Shock résiste un temps mais souffre de la blessure de Skylar Diggins survenue fin juin. Riquna Williams a retrouvé son niveau de 2013 et Odyssey Sims est de retour d'une blessure qui lui a fait manquer la plus grande partie du début de saison, mais leur 28,0 points combinés ne se font qu'avec une adresse de 35 %. Le Shock reste limité à l'intérieur malgré la première sélection All-Star de Plenette Pierson, alors que le second choix de la draft, la rookie Amanda Zahui B. a moins de dix minutes de temps de jeu. Le Shock subit dix défaites de rang, sa troisième série la plus longue dans l'Oklahoma, avant de retrouver le chemin du succès contre le leader de la conférence Est le Liberty de New York le 15 août, grâce notamment aux 27 points de Odyssey Sims. Le 30 août, le Shock obtient sa qualification pour les play-offs pour la première fois depuis sa relocalisation à Tulsa, Odyssey Sims décrochant pour la première fois le titre de meilleure joueuse de la semaine.
Avec un bilan de seulement 5 victoires pour 12 défaites, les Stars ont une saison difficile. Dans une attaque équilibrée avec quatre joueuses à plus de 10 points de moyenne, la All-Star Kayla McBride s'impose en leader pour sa seconde saison dans la franchise du Texas. Les Stars sont avec les Sparks la seule équipe sans victoire à l'extérieur et leur défense est suspecte. Jayne Appel et Danielle Adams en méforme, la pivot rookie Dearica Hamby se révèle l'un des meilleurs choix de la draft.
Dans une équipe très jeune autour des vétérans Sue Bird et Crystal Langhorne, le Storm a la plus faible attaque de la ligue (69,7 points de moyenne) et est l'équipe qui prend le moins de rebonds (29,4). L'arrière rookie Jewell Loyd, premier choix de la draft, commence à trouv août er sa place dans le cinq de départ avec 9,7 points par rencontre. La rookie japonaise Ramu Tokashiki est une bonne surprise au poste de pivot alors le 3e choix de la draft Kaleena Mosqueda-Lewis n'a pas encore eu de temps de jeu significatif. Recrutée blessée Monica Wright, en échange de Renee Montgomery aura un rôle à tenir une fois rétablie. L'équipe de la nouvelle coach Jenny Boucek est engagée dans une reconstruction qui vise au-delà de cette saison.
Les Sparks (3 victoires-13 défaites à mi-saison) sont privés d'Alana Beard blessée après deux rencontres et de Candace Parker au repos jusqu'à mi-saison. En leur absence, la franchise californienne maintenant dirigée par l'ancien coach du Storm Brian Agler souffre en attaque (70,1 points marqués) malgré les progrès de Jantel Lavender (14,9 points par rencontre). Après le retour de Kristi Toliver et l'arrivée de la MVP du championnat d'Europe, la serbe Ana Dabović, mais surtout de l'ex-MVP Candace Parker, les Sparks seront très suivis dans leur tentative de redressement pour accrocher les play-offs, qui nécessitera de renouer rapidement avec les victoires . les Sparks finissent par décrocher leur qualification en play-offs le 6 septembre face au Shock de Tulsa, déjà qualifié, avec notamment 33 points de Parker, son plus fort total de la saison.

Le Liberty mène la danse dans la Conférence Est (12 victoires - 5 défaites) et ses 38,8 rebonds par rencontre sont la meilleure performance collective de la WNBA avec une Tina Charles qui règne sur les raquettes. L'arrière venue du Sky Epiphanny Prince donne plus de solutions en attaque depuis son retour de l'Euro 2015, mais New York est l'équipe qui réussit le moins de panier à trois points de la ligue.
Le Sky (11 victoires - 6 défaites) a la meilleure attaque de la ligue avec 85,8 points marqués avec une adresse de 46,5 % et quatre joueuses à plus de 10 points de moyenne Elena Delle Donne, la nouvelle arrivée Cappie Pondexter, Courtney Vandersloot (avec un ratio passes décisives sur balles perdues impressionnant de 2,63 pour 1)et une Allie Quigley bien revenue de l'Euro 2015. Le duo Vandersloot-Quigley aligne 240, points et 6,8 passes décisives par rencontre. L'équipe souffre d'un banc réduit, mais pourra compter maintenant sur l'arrivée d'Érika de Souza (8,6 ponts et 7,5 rebonds cette saison) le transfert de Sylvia Fowles, qui ne jouait plus, maintenant conclu.
Malgré les blessures de Kia Vaughn (14 forfaits) et  Bria Hartley (7 forfaits), les Mystics (9 victoires - 6 défaites) restent sur trois victoires de rang. Le duo All-Star Stefanie Dolson - Emma Meesseman est performant à l'intérieur et bien suppléé par le retour après trois années d'absence de Lara Sanders et aligne déjà 10 points par rencontre après cinq sorties. Toutefois, les lignes arrières des vétérans Kara Lawson et Ivory Latta semblent moins performantes que celles de leurs concurrents. Le 16 août, les Mystics remportent une victoire remarquée face au Lynx du Minnesota avec une excellente défense de Tierra Ruffin-Pratt qui maintient la MVP en titre Maya Moore très en dessous de son standard habituel avec 12 points avec seulement 4 tirs réussis sur 15, quatre balles perdues et quatre fautes personnelles.
Dans une équipe avec neuf joueuses jouant plus de 10 minutes par match malgré les absences cumulées par rapport à 2014 de Chiney Ogwumike, Allison Hightower, Katie Douglas, et Kelsey Griffin, le Sun du Connecticut (8 victoires- 7 défaites) a fait un début de saison fulgurant (6-1) avant de caler et de perdre six rencontres consécutives. En tête de la ligue aux interceptions (10,1), le Sun peut compter sur deux All-Star Alex Bentley et Kelsey Bone, mais la franchise a un étonnant bilan négatif à domicile. Le talent d'Alyssa Thomas se montre par intermittence en raison de pépins physiques, alors que l'expérience de Camille Little s'est révélée précieuse pour une équipe très jeune. Acquise le jour de la draft, la meneuse Jasmine Thomas guide les débuts de la prometteuse Chelsea Gray.
Après trois défaites pour commencer l'année, le Fever s'est repris pour afficher un bilan équilibré de 8 victoires et 8 défaites. Auteur de sa meilleure saison, la All-Star Marissa Coleman complète bien l'apport de la vétéran Tamika Catchings (12,8 points, 6,9 rebonds et 2,2 passes décisives) au sein de la franchise la plus adroite à trois points (37,6 % de réussite). La première saison de head coach de Stephanie White et perturbée par la blessure d'Erlana Larkins les engagements internationaux de Shavonte Zellous et Natalie Achonwa, seules Coleman et Briann January ayant pu entamer chaque rencontre.
Dans une conférence Est très disputée, le bilan du Dream (7 victoires - 10 défaites), relègue les Géorgiennes loin des play-offs. Le retour de Tiffany Hayes (11,3 points par match) des compétitions internationales est le bienvenu. La blessure au pied de Sancho Lyttle rend forte la pression des adversaires sur Angel McCoughtry. Quand ceux-ci sont maintenant sous la barre des 80 points, le Dream s'est imposé 7 fois sur 9 et a perdu les sept fois où cette limite a été franchie. Si le Dream est la cinquième formation de WNBA au rebond avec 35,1 prises, Damiris Dantas devra pallier le départ de de Souza mais rajeunit une équipe qui était vieillissante. Limitée dans son temps de jeu par son coach qui la juge peu en forme, Shoni Schimmel reste en retrait sur sa saison rookie.

#### Classement
| Classement | Classement                | Classement | Classement | Classement | Classement | Classement | Classement |
| No         | Franchise                 | Vic.       | Def.       | MJ         | V/D        | GB         |            |
| ---------- | ------------------------- | ---------- | ---------- | ---------- | ---------- | ---------- | ---------- |
| 1          | x - Liberty de New York   | 23         | 11         | 34         | .676       | -          |            |
| 2          | x - Sky de Chicago        | 21         | 13         | 34         | .618       | 2          |            |
| 3          | x - Fever de l'Indiana    | 20         | 14         | 34         | .588       | 3          |            |
| 4          | x - Mystics de Washington | 18         | 16         | 34         | .529       | 5          |            |
| 5          | o - Sun du Connecticut    | 15         | 19         | 34         | .441       | 8          |            |
| 6          | o - Dream d'Atlanta       | 15         | 19         | 34         | .441       | 8          |            |

| Classement | Classement                | Classement | Classement | Classement | Classement | Classement | Classement |
| No         | Franchise                 | Vic.       | Def.       | MJ         | V/D        | GB         |            |
| ---------- | ------------------------- | ---------- | ---------- | ---------- | ---------- | ---------- | ---------- |
| 1          | x - Lynx du Minnesota     | 22         | 12         | 34         | .647       | -          |            |
| 2          | x - Mercury de Phoenix    | 20         | 14         | 34         | .588       | 2          |            |
| 3          | x - Shock de Tulsa        | 18         | 16         | 34         | .529       | 4          |            |
| 4          | x - Sparks de Los Angeles | 14         | 20         | 34         | .412       | 8          |            |
| 5          | o - Storm de Seattle      | 10         | 24         | 34         | .294       | 12         |            |
| 6          | o - Stars de San Antonio  | 8          | 26         | 34         | .235       | 14         |            |

Notes
- x – Qualifié pour les playoffs
- o – Eliminé de la course aux playoffs

### Playoffs
|  | Premier tour     | Premier tour          | Premier tour       |                   |                    | Finales de Conférence | Finales de Conférence | Finales de Conférence |  |  | Finales WNBA | Finales WNBA       | Finales WNBA |
|  |                  |                       |                    |                   |                    |                       |                       |                       |  |  |              |                    |              |
|  | E1               | Liberty de New York   | 2                  |                   |                    |                       |                       |                       |  |  |              |                    |              |
|  | E4               | Mystics de Washington | 1                  |                   |                    |                       |                       |                       |  |  |              |                    |              |
|  | E4               | Mystics de Washington | 1                  |                   | E1                 | Liberty de New York   | 1                     |                       |  |  |              |                    |              |
|  | Conférence Est   |                       |                    |                   | E1                 | Liberty de New York   | 1                     |                       |  |  |              |                    |              |
|  |                  | E3                    | Fever de l'Indiana | 2                 |                    |                       |                       |                       |  |  |              |                    |              |
|  | E2               | E3                    | Fever de l'Indiana | 2                 | Sky de Chicago     | 1                     |                       |                       |  |  |              |                    |              |
|  | E2               |                       |                    |                   | Sky de Chicago     | 1                     |                       |                       |  |  |              |                    |              |
|  | E3               | Fever de l'Indiana    | 2                  |                   |                    |                       |                       |                       |  |  |              |                    |              |
|  |                  |                       |                    |                   |                    |                       |                       |                       |  |  | E3           | Fever de l'Indiana | 2            |
|  |                  |                       | W1                 | Lynx du Minnesota | 3                  |                       |                       |                       |  |  |              |                    |              |
|  | W1               | Lynx du Minnesota     | 2                  |                   |                    |                       |                       |                       |  |  |              |                    |              |
|  | W4               | Sparks de Los Angeles | 1                  |                   |                    |                       |                       |                       |  |  |              |                    |              |
|  | W4               | Sparks de Los Angeles | 1                  |                   | W1                 | Lynx du Minnesota     | 2                     |                       |  |  |              |                    |              |
|  | Conférence Ouest |                       |                    |                   | W1                 | Lynx du Minnesota     | 2                     |                       |  |  |              |                    |              |
|  |                  | W2                    | Mercury de Phoenix | 0                 |                    |                       |                       |                       |  |  |              |                    |              |
|  | W2               | W2                    | Mercury de Phoenix | 0                 | Mercury de Phoenix | 2                     |                       |                       |  |  |              |                    |              |
|  | W2               |                       |                    |                   | Mercury de Phoenix | 2                     |                       |                       |  |  |              |                    |              |
|  | W3               | Shock de Tulsa        | 0                  |                   |                    |                       |                       |                       |  |  |              |                    |              |

#### Finales
Match 1
| 4 octobre 2015 15h00 EDT | Rapport | Lynx du Minnesota 69, Fever de l'Indiana 75                          | Lynx du Minnesota 69, Fever de l'Indiana 75 | Lynx du Minnesota 69, Fever de l'Indiana 75               |  | Target Center Affluence : 11 023 Arbitres : Sue Blauch, Eric Brewton, Kurt Walker | ABC |
| 4 octobre 2015 15h00 EDT | Rapport | Score par quart-temps : 10-10, 19-25, 18-19, 22-21                   |                                             |                                                           |  | Target Center Affluence : 11 023 Arbitres : Sue Blauch, Eric Brewton, Kurt Walker | ABC |
| 4 octobre 2015 15h00 EDT | Rapport | Score par mi-temps : 29-35, 40-40                                    |                                             |                                                           |  | Target Center Affluence : 11 023 Arbitres : Sue Blauch, Eric Brewton, Kurt Walker | ABC |
| 4 octobre 2015 15h00 EDT | Rapport | Maya Moore (27) Maya Moore (12) Lindsay Whalen, Seimone Augustus (4) | Points Rebonds Passes d.                    | Briann January (19) Erlana Larkins (8) Briann January (6) |  | Target Center Affluence : 11 023 Arbitres : Sue Blauch, Eric Brewton, Kurt Walker | ABC |
| 4 octobre 2015 15h00 EDT | Rapport | Indiana méne la série 1 à 0                                          |                                             |                                                           |  | Target Center Affluence : 11 023 Arbitres : Sue Blauch, Eric Brewton, Kurt Walker | ABC |

Match 2
| 6 octobre 2015 20h00 EDT | Rapport | Lynx du Minnesota 77, Fever de l'Indiana 71        | Lynx du Minnesota 77, Fever de l'Indiana 71 | Lynx du Minnesota 77, Fever de l'Indiana 71                |  | Target Center Affluence : 12 134 Arbitres : Michael Price, Maj Forsberg, Lamont Simpson | ESPN2 |
| 6 octobre 2015 20h00 EDT | Rapport | Score par quart-temps : 20-24, 19-17, 24-18, 14-12 |                                             |                                                            |  | Target Center Affluence : 12 134 Arbitres : Michael Price, Maj Forsberg, Lamont Simpson | ESPN2 |
| 6 octobre 2015 20h00 EDT | Rapport | Score par mi-temps : 39-41, 38-30                  |                                             |                                                            |  | Target Center Affluence : 12 134 Arbitres : Michael Price, Maj Forsberg, Lamont Simpson | ESPN2 |
| 6 octobre 2015 20h00 EDT | Rapport | Sylvia Fowles (21) Sylvia Fowles (9) Anna Cruz(5)  | Points Rebonds Passes d.                    | Briann January (17) Tamika Catchings (9) Deux joueuses (5) |  | Target Center Affluence : 12 134 Arbitres : Michael Price, Maj Forsberg, Lamont Simpson | ESPN2 |
| 6 octobre 2015 20h00 EDT | Rapport | Égalité dans la série 1 à 1                        |                                             |                                                            |  | Target Center Affluence : 12 134 Arbitres : Michael Price, Maj Forsberg, Lamont Simpson | ESPN2 |

Match 3
| 9 octobre 2015 20h00 EDT | Rapport | Fever de l'Indiana 77, Lynx du Minnesota 80                   | Fever de l'Indiana 77, Lynx du Minnesota 80 | Fever de l'Indiana 77, Lynx du Minnesota 80     |  | Gainbridge Fieldhouse Affluence : 16 332 Arbitres : Denise Brooks, Roy Gulbeyan, Tom Mauer | ESPN2 |
| 9 octobre 2015 20h00 EDT | Rapport | Score par quart-temps : 19-20, 23-18, 15-21, 20-21            |                                             |                                                 |  | Gainbridge Fieldhouse Affluence : 16 332 Arbitres : Denise Brooks, Roy Gulbeyan, Tom Mauer | ESPN2 |
| 9 octobre 2015 20h00 EDT | Rapport | Score par mi-temps : 42-38, 35-42                             |                                             |                                                 |  | Gainbridge Fieldhouse Affluence : 16 332 Arbitres : Denise Brooks, Roy Gulbeyan, Tom Mauer | ESPN2 |
| 9 octobre 2015 20h00 EDT | Rapport | Shenise Johnson (17) Tamika Catchings (10) Briann January (8) | Points Rebonds Passes d.                    | Maya Moore (24) Sylvia Fowles (11) Anna Cruz(8) |  | Gainbridge Fieldhouse Affluence : 16 332 Arbitres : Denise Brooks, Roy Gulbeyan, Tom Mauer | ESPN2 |
| 9 octobre 2015 20h00 EDT | Rapport | Minnesota méne la série 2 à 1                                 |                                             |                                                 |  | Gainbridge Fieldhouse Affluence : 16 332 Arbitres : Denise Brooks, Roy Gulbeyan, Tom Mauer | ESPN2 |

Match 4
| 11 octobre 2015 20h30 EDT | Rapport | Fever de l'Indiana 75, Lynx du Minnesota 69                | Fever de l'Indiana 75, Lynx du Minnesota 69 | Fever de l'Indiana 75, Lynx du Minnesota 69     |  | Gainbridge Fieldhouse Affluence : 10 582 Arbitres : Sue Blauch, Eric Brewton, Maj Forsberg | ESPN |
| 11 octobre 2015 20h30 EDT | Rapport | Score par quart-temps : 15-20, 21-12, 22-14, 17-23         |                                             |                                                 |  | Gainbridge Fieldhouse Affluence : 10 582 Arbitres : Sue Blauch, Eric Brewton, Maj Forsberg | ESPN |
| 11 octobre 2015 20h30 EDT | Rapport | Score par mi-temps : 36-32, 39-37                          |                                             |                                                 |  | Gainbridge Fieldhouse Affluence : 10 582 Arbitres : Sue Blauch, Eric Brewton, Maj Forsberg | ESPN |
| 11 octobre 2015 20h30 EDT | Rapport | Shenise Johnson (15) Erlana Larkins (6) Briann January (5) | Points Rebonds Passes d.                    | Maya Moore (20) Maya Moore (8) Six joueuses (2) |  | Gainbridge Fieldhouse Affluence : 10 582 Arbitres : Sue Blauch, Eric Brewton, Maj Forsberg | ESPN |
| 11 octobre 2015 20h30 EDT | Rapport | Égalité dans la série 2 à 2                                |                                             |                                                 |  | Gainbridge Fieldhouse Affluence : 10 582 Arbitres : Sue Blauch, Eric Brewton, Maj Forsberg | ESPN |

Match 5
| 14 octobre 2015 20h00 EDT | Rapport | Lynx du Minnesota 69, Fever de l'Indiana 52             | Lynx du Minnesota 69, Fever de l'Indiana 52 | Lynx du Minnesota 69, Fever de l'Indiana 52                   |  | Target Center Affluence : 18 933 Arbitres : Michael Price, Denise Brooks, Roy Gulbeyan | ESPN2 |
| 14 octobre 2015 20h00 EDT | Rapport | Score par quart-temps : 15-17, 12-4, 21-8, 21-23        |                                             |                                                               |  | Target Center Affluence : 18 933 Arbitres : Michael Price, Denise Brooks, Roy Gulbeyan | ESPN2 |
| 14 octobre 2015 20h00 EDT | Rapport | Score par mi-temps : 27-21, 42-31                       |                                             |                                                               |  | Target Center Affluence : 18 933 Arbitres : Michael Price, Denise Brooks, Roy Gulbeyan | ESPN2 |
| 14 octobre 2015 20h00 EDT | Rapport | Sylvia Fowles (20) Rebekkah Brunson (14) Maya Moore (5) | Points Rebonds Passes d.                    | Tamika Catchings (18) Tamika Catchings (11) Deux joueuses (3) |  | Target Center Affluence : 18 933 Arbitres : Michael Price, Denise Brooks, Roy Gulbeyan | ESPN2 |
| 14 octobre 2015 20h00 EDT | Rapport | Minnesota remporte le titre 3 à 2.                      |                                             |                                                               |  | Target Center Affluence : 18 933 Arbitres : Michael Price, Denise Brooks, Roy Gulbeyan | ESPN2 |

## Statistiques

### Meilleures joueuses par statistiques
| Catégorie                      | Joueuse              | Équipe      | Stat. |
| ------------------------------ | -------------------- | ----------- | ----- |
| Points par match               | Elena Delle Donne    | Chicago     | 23,4  |
| Rebonds par match              | Courtney Paris       | Tulsa       | 9,3   |
| Passes par match               | Courtney Vandersloot | Chicago     | 5,8   |
| Interceptions par match        | Sancho Lyttle        | Atlanta     | 2,25  |
| Contres par match              | Brittney Griner      | Phoenix     | 4,04  |
| Ballons perdus par match       | Elena Delle Donne    | Chicago     | 5,5   |
| Minutes jouées par match       | Candace Parker       | Los Angeles | 34,4  |
| Pourcentage de réussite        | Brittney Griner      | Phoenix     | 56,5% |
| Pourcentage à 3 points         | Briann January       | Indiana     | 43,1% |
| Pourcentage aux lancers francs | Elena Delle Donne    | Chicago     | 95,0% |

| Catégorie                      | Joueuse              | Équipe         | Stat. |
| ------------------------------ | -------------------- | -------------- | ----- |
| Points par match               | Maya Moore           | Minnesota      | 23,4  |
| Rebonds par match              | Candace Parker       | Los Angeles    | 10,7  |
| Passes par match               | Courtney Vandersloot | Chicago        | 7,7   |
| Interceptions par match        | Maya Moore           | Minnesota      | 2,3   |
| Contres par match              | Brittney Griner      | Phoenix        | 4,5   |
| Ballons perdus par match       | Candace Parker       | Los Angeles    | 3,7   |
| Minutes jouées par match       | Deux joueuses        | Deux joueuses  | 38,3  |
| Pourcentage de réussite        | Sylvia Fowles        | Minnesota      | 62,2% |
| Pourcentage à 3 points         | Ivory Latta          | Washington     | 52,4% |
| Pourcentage aux lancers francs | Trois joueuses       | Trois joueuses | 93,3% |

### Statistiques d'équipe
| Catégorie                        | Équipe                | Stat. |
| -------------------------------- | --------------------- | ----- |
| Points par match                 | Sky de Chicago        | 82,9  |
| Rebonds par match                | Liberty de New York   | 36,7  |
| Passes par match                 | Sparks de Los Angeles | 18,3  |
| Interceptions par match          | Dream d'Atlanta       | 9,2   |
| Contres par match                | Mercury de Phoenix    | 6,9   |
| Pertes de balles par match (min) | Sky de Chicago        | 12,1  |
| Pertes de balles par match (max) | Dream d'Atlanta       | 16,0  |
| Pourcentage de réussite          | Sparks de Los Angeles | 45,2% |
| Pourcentage à 3 points           | Fever de l'Indiana    | 36,0% |
| Pourcentage aux lancers francs   | Sky de Chicago        | 82,6% |
| Différentiel de points (+)       | Sky de Chicago        | +4,1  |
| Différentiel de points (-)       | Stars de San Antonio  | -8,6  |

| Catégorie                        | Équipe                                   | Stat. |
| -------------------------------- | ---------------------------------------- | ----- |
| Points par match                 | Sky de Chicago                           | 82,7  |
| Rebonds par match                | Shock de Tulsa                           | 36,5  |
| Passes par match                 | Sky de Chicago                           | 20,0  |
| Interceptions par match          | Lynx du Minnesota Sparks de Los Angeles  | 7,7   |
| Contres par match                | Mercury de Phoenix                       | 8,3   |
| Pertes de balles par match (min) | Shock de Tulsa                           | 9,0   |
| Pertes de balles par match (max) | Fever de l'Indiana Sparks de Los Angeles | 14,0  |
| Pourcentage de réussite          | Sky de Chicago                           | 47,3% |
| Pourcentage à 3 points           | Mercury de Phoenix                       | 44,9% |
| Pourcentage aux lancers francs   | Sky de Chicago                           | 85,7% |
| Différentiel de points (+)       | Mercury de Phoenix                       | +12,3 |
| Différentiel de points (-)       | Shock de Tulsa                           | -28,5 |

## Récompenses

### Trophées annuels
| Récompenses                       | Vainqueur                            | Deuxième/Troisième                                                           |
| --------------------------------- | ------------------------------------ | ---------------------------------------------------------------------------- |
| WNBA Most Valuable Player         | Elena Delle Donne (Sky de Chicago)   | Maya Moore (Lynx du Minnesota) Tina Charles (Liberty de New York)            |
| WNBA Defensive Player of the Year | Brittney Griner (Mercury de Phoenix) | Kiah Stokes (Liberty de New York) Tina Charles (Liberty de New York)         |
| WNBA Rookie of the Year           | Jewell Loyd (Storm de Seattle)       | Kiah Stokes (Liberty de New York) Natalie Achonwa (Fever de l'Indiana)       |
| WNBA Sixth Player of the Year     | Allie Quigley (Sky de Chicago)       | Kiah Stokes (Liberty de New York) Shavonte Zellous (Fever de l'Indiana)      |
| WNBA Most Improved Player         | Kelsey Bone (Dream d'Atlanta)        | Shenise Johnson (Fever de l'Indiana) Jantel Lavender (Sparks de Los Angeles) |
| WNBA Coach of the Year            | Bill Laimbeer (Liberty de New York)  | Stephanie White (Fever de l'Indiana) Fred Williams (Shock de Tulsa)          |

- MVP des Finales WNBA :  Sylvia Fowles[28] (Lynx du Minnesota)
- MVP All-Star Game :  Maya Moore (Lynx du Minnesota)
- Kim Perrot Sportsmanship Award :  DeLisha Milton-Jones[29] (Dream d'Atlanta)

| - All-WNBA First Team : - Elena Delle Donne (Sky de Chicago) - Maya Moore (Lynx du Minnesota) - Tina Charles (Liberty de New York) - DeWanna Bonner (Mercury de Phoenix) - Angel McCoughtry (Dream d'Atlanta) | - All-WNBA Second Team : - Tamika Catchings (Fever de l'Indiana) - Candace Parker (Sparks de Los Angeles) - Brittney Griner (Mercury de Phoenix) - Epiphanny Prince (Liberty de New York) - Courtney Vandersloot (Sky de Chicago) |

| - WNBA All-Defensive First Team : - Brittney Griner (Mercury de Phoenix) - Tamika Catchings (Fever de l'Indiana) - Briann January (Fever de l'Indiana) - Angel McCoughtry (Dream d'Atlanta) - Nneka Ogwumike (Sparks de Los Angeles) | - WNBA All-Defensive Second Team : - Kiah Stokes (Liberty de New York) - Tanisha Wright (Liberty de New York) - DeWanna Bonner (Mercury de Phoenix) - Sancho Lyttle (Dream d'Atlanta) - Tina Charles (Liberty de New York) |

| - WNBA All-Rookie Team : - Jewell Loyd (Storm de Seattle) - Kiah Stokes (Liberty de New York) - Brittany Boyd (Liberty de New York) - Ramu Tokashiki (Storm de Seattle) - Natalie Achonwa (Fever de l'Indiana) - Ana Dabović (Sparks de Los Angeles) |

### Joueuses de la semaine
| Semaine     | Conférence Est                              | Conférence Ouest                             |
| ----------- | ------------------------------------------- | -------------------------------------------- |
| 14 juin     | Elena Delle Donne (Sky de Chicago) (1/5)    | DeWanna Bonner (Mercury de Phoenix) (1/1)    |
| 21 juin     | Elena Delle Donne (Sky de Chicago) (2/5)    | Skylar Diggins (Shock de Tulsa) (1/1)        |
| 28 juin     | Elena Delle Donne (Sky de Chicago) (3/5)    | Lindsay Whalen (Lynx du Minnesota) (1/1)     |
| 5 juillet   | Tamika Catchings (Fever de l'Indiana) (1/1) | Nneka Ogwumike (Sparks de Los Angeles) (1/1) |
| 13 juillet  | Cappie Pondexter (Sky de Chicago) (1/1)     | Maya Moore (Lynx du Minnesota) (1/4)         |
| 20 juillet  | Tina Charles (Liberty de New York) (1/2)    | Maya Moore (Lynx du Minnesota) (2/4)         |
| 3 août      | Tina Charles (Liberty de New York) (2/2)    | Maya Moore (Lynx du Minnesota) (3/4)         |
| 10 août     | Elena Delle Donne (Sky de Chicago) (4/5)    | Brittney Griner (Mercury de Phoenix) (1/1)   |
| 17 août     | Epiphanny Prince (Sky de Chicago) (1/2)     | Maya Moore (Lynx du Minnesota) (4/4)         |
| 24 août     | Elena Delle Donne (Sky de Chicago) (5/5)    | Candace Parker (Sparks de Los Angeles) (1/2) |
| 31 août     | Epiphanny Prince (Sky de Chicago) (2/2)     | Odyssey Sims (Shock de Tulsa) (1/1)          |
| 8 septembre | Courtney Vandersloot (Sky de Chicago) (1/1) | Candace Parker (Sparks de Los Angeles) (2/2) |

### Joueuses du mois
| Mois    | Conférence Est                           | Conférence Ouest                             |
| ------- | ---------------------------------------- | -------------------------------------------- |
| juin    | Elena Delle Donne (Sky de Chicago) (1/1) | Skylar Diggins (Shock de Tulsa) (1/1)        |
| juillet | Tina Charles (Liberty de New York) (1/1) | Maya Moore (Lynx du Minnesota) (1/1)         |
| août    | Epiphanny Prince (Sky de Chicago) (1/1)  | Candace Parker (Sparks de Los Angeles) (1/1) |

### Rookies du mois
| Mois    | Joueuse                                    |
| ------- | ------------------------------------------ |
| juin    | Natalie Achonwa (Fever de l'Indiana) (1/1) |
| juillet | Jewell Loyd (Storm de Seattle) (1/1)       |
| août    | Kiah Stokes (Liberty de New York) (1/1)    |

## Couverture médiatique

### Audiences
La première manche des Finales diffusée le 4 octobre sur ABC enregistre la plus forte audience pour une première manche des finales WNBA sur le réseau ABC/ESPN depuis 1998 avec une progression de 2 % en un an avec 571 000 téléspectateurs contre 558 000 téléspectateurs en 2014.

## Pour approfondir